# Acanthodactylus busacki
Acanthodactylus busacki (гребнепала ящірка Бусака) — вид ящірок родини ящіркових (Lacertidae). Мешкає в Марокко, Західній Сахарі і Алжирі. Вид названий на честь американського герпетолога Стівена Бусака.

## Поширення і екологія
Гребнепалі ящірки Бусака мешкають в прибережних районах Західної Сахари та на південному заході Марокко, в долині Суса та на атлантичному узбережжі від Тамрі до Буждура, а також на крайньому заході Алжиру в районі Тіндуфа. Вони живуть на сухих кам'янистих рівнинах, в пустелях і напівпустелях, та в сухих чагарникових і молочаєвих заростях. Зустрічаються на висоті до 580 м над рівнем моря. Відкладають яйця.